# دهستان منجوان غربی

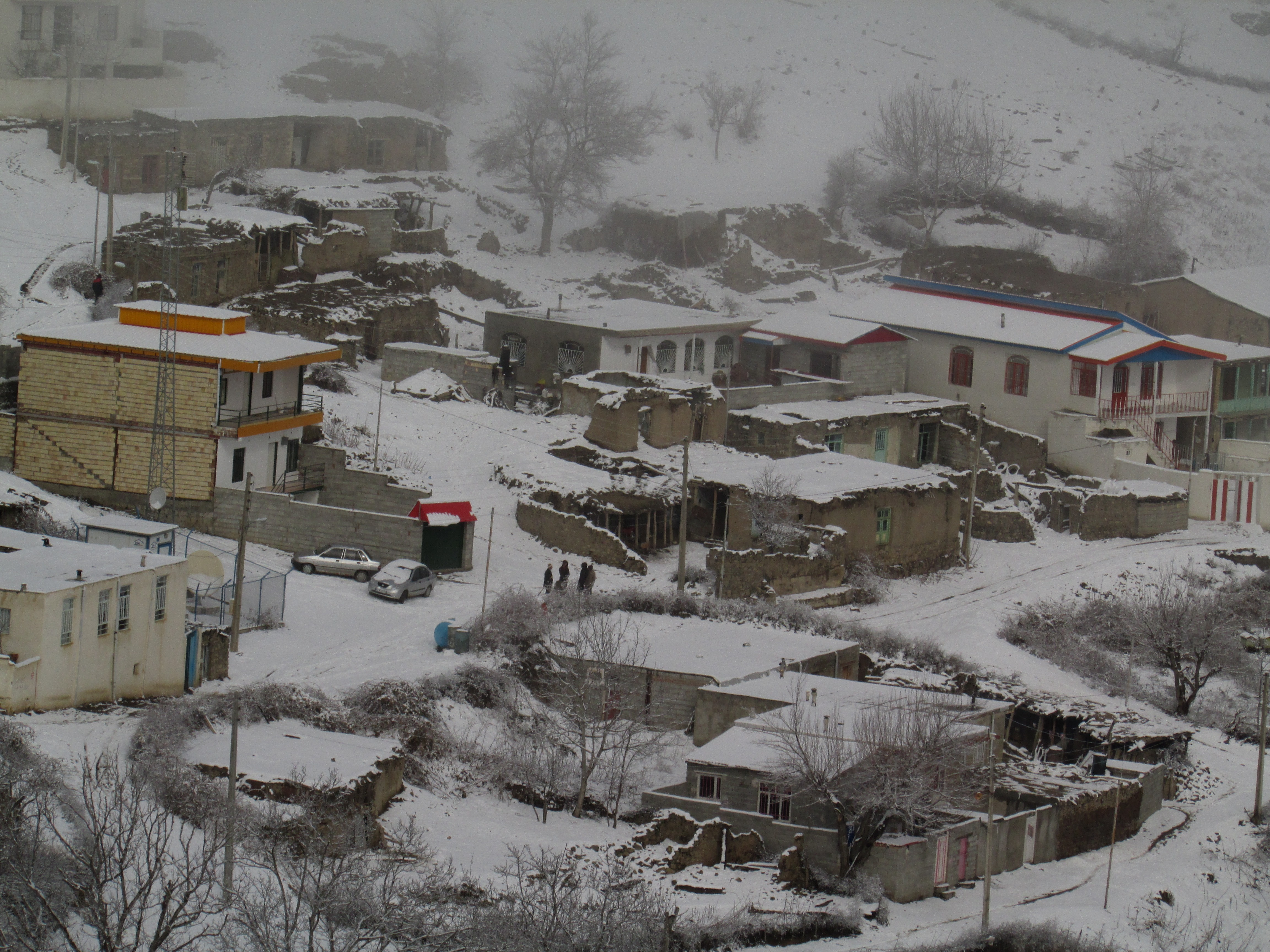
روستای عباس‌آباد، زمستان ۱۳۹۲. ساخت خانه‌های مدرن در روستاهای نیمه ویرانه نشانه‌ اهمیت یابی‌ دوباره ارسباران است.

دهستان منجوان غربی یکی از دهستان‌های استان آذربایجان شرقی است که در بخش منجوان شهرستان خداآفرین واقع شده‌است. دهستان ۳۶ روستا را شامل می‌شود. بر اساس سرشماری سال ۲۰۰۶، جمعیت دهستان ۴۳۷۸ نفر در ۹۳۱   خانوار می‌باشد.

## تاریخچه
قبل از  انقلاب سفید، که نقشی عمده در فروپاشی نهایی ساختار ایلی ایران داشت، کوچ نشینان ایل محمدخانلو از روستاهای ساحل رود ارس به عنوان قشلاق  و از مراتع واقع در کوهستانها به عنوان ییلاق استفاده میکردند. بعد از انجام اصلاحات ارضی، اهالی به تهران مهاجرت کرده و مشغول کار نقاشی ساختمان شدند. در نتیجه، همانند مناطق دیگر ارسباران،  جمعیت بخش منجوان بتدریج کم شد؛ کوچ نشینی تقریباً از بین رفت و برخی روستاها، همانند گرمناب، تخلیه شدند. از اواسط دهه هشتاد برخی از مهاجرین ثروتمند برگشته و اقامتگاه‌های مدرنی‌ بنا کردند. مثالی از  این دگرگونی ناگهانی با نگاهی‌ به دو تصویر ضمیمه، که به فاصله زمانی‌ کمتر از پنج سال از همان محل گرفته شده اند، مشاهده کرد.  روند کلی‌ رشد از مقایسه آمار منتشره از تعداد خانوارها در سال‌های ۱۳۸۵  و ۱۳۹۰  منعکس شده‌است.